# إطار مرجعي قصوري

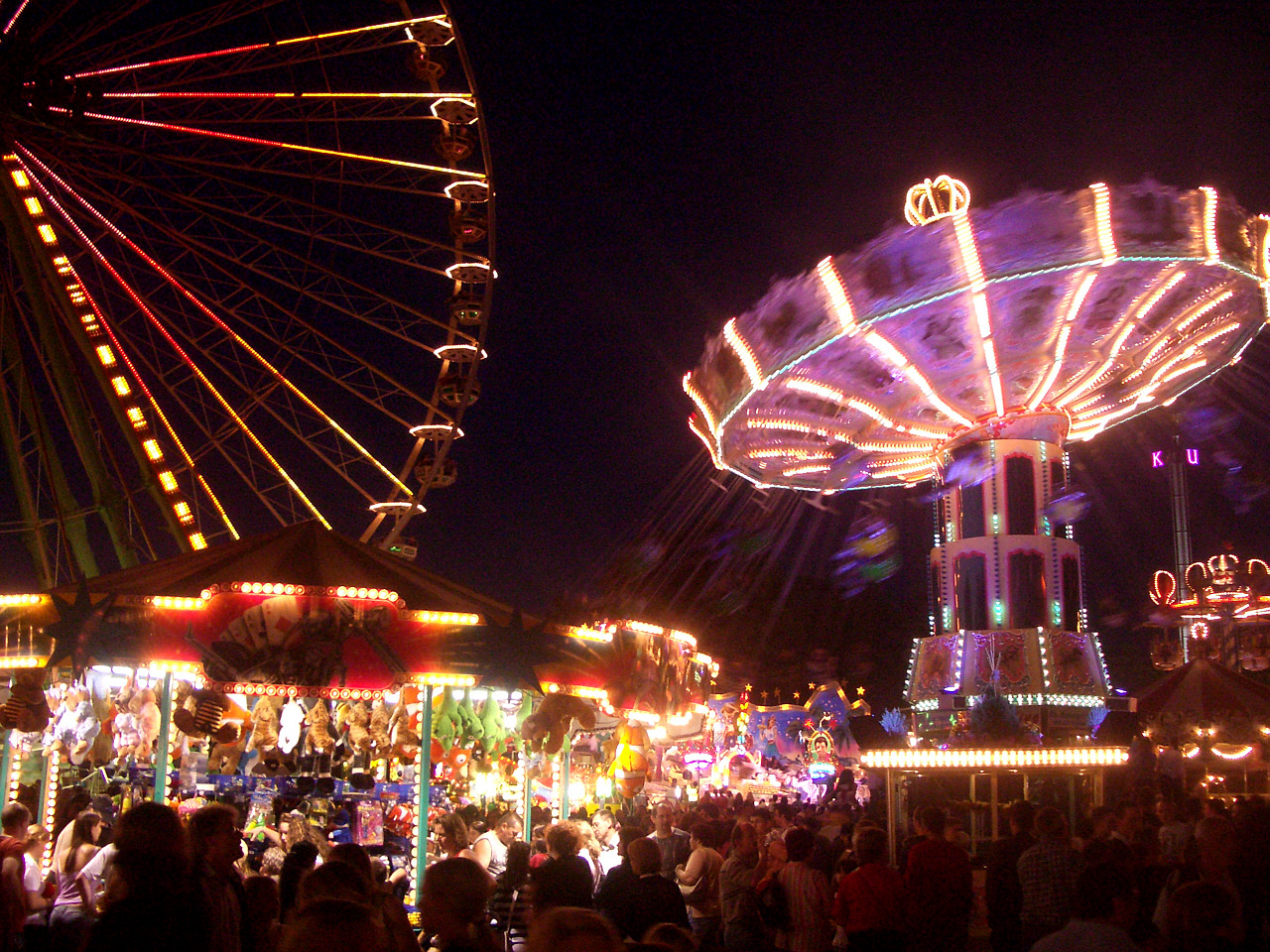

إطار مرجعي عطالي أو نظام مرجعي قصوري أو إطار إسناد قصوري هو عبارة عن نظام إحداثيات يعرّف بكونه ذو حركة عطالية (أي مختبر فيزيائي ساكن أو يتحرك حركة منتظمة وفي خط مستقيم بالنسبة لنا، ويسود فيه القصور الذاتي) . وهذا ما يميزه عن الإطار المرجعي اللاعطالي (المختبر)الذي يتحرك حركة متسارعة، أو في حركة دائرية).
في الفيزياء، يعتبر الجسم يتحرك حركة عطالية (تحت تأثير عزم القصور الذاتي فقط) : إذا لم تكن هناك أي قوة خارجية مؤثرة عليه، وهذا ما يعرف بقانون نيوتن الأول للحركة.
عندما نعمم هذه الحركة العطالية للجسم على منطقة من الفضاء لتشمل جميع الأجسام الموجودة في تلك منطقة ما ونعرف تلك المنطقة كنظام إحداثي، عندئذ ندعو هذا النظام الإحداثي : إطار مرجعي عطالي.

## تفسير
نفترض اننا نلعب البلياردو على منضدة على الأرض . فكيف يكون لعب البلياردو على سطح مثلا المريخ ؟ فالأرض تعتبر نظاما عطاليا والمريخ يعتبر نظاما عطاليا آخرا، حيث أنهما يتحركان بالنسبة لبعضهما البعض . ويقول مبدأ النسبية أن القوانين الطبيعية لا بد أن تتماثل على الأرض والمريخ (ماعدا تأثيرات الجاذبية فيهما وتأثيرات المجال المغناطيسي التي تختلف هنا على الأرض وعلى المريخ) . من هنا نشأت فكرة النظام المرجعي العطالي  حيث يمكن للفيزيائي تحويل احداثيات حركة معينة (مثل تصادم كرات البلياردو) الموجودة على الأرض إلى احداثيات المريخ (كيف يرى مشاهد على المريخ حركة كرات البلياردو التي تتحرك على الأرض) .
يدور كل من المريخ والأرض حول الشمس في فلكين مختلفين، ولكن يمكن اعتبار أن المريخ يتحرك بالنسبة للأرض بسرعة منتظمة وفي خط مستقيم خلال فترة صغيرة مثل يوم أو يومين . خلال تلك الفترة يمكننا تحويل أحداثيات عملية تصادم كرات البلياردو من المريخ إلى الأرض، وذلك باتباع تحويل جاليليو.
يفيدنا تحليل جاليليو عند دراسة حركة الأجسام في إطارين مرجعيين عطاليين عندما تكون السرعة النسبية بين النظامين سرعة بطيئة نسبيا مثل السرعات المألوفة لدينا على الأرض من سيارات وطائرات وصواريخ . ولكن عندما تزيد السرعة بين إطارين مرجععين وتقترب من سرعة الضوء نكتشف أن تحليل جاليليو يعطينا نتائج غير دقيقة، ولا بد لنا في تلك الحالة من اتباع طريقة تحليل أخرى، وهي تحويل لورينتز.

## القطار والمحطة
يستخدم تحويل لورينتز عندما تكون السرعة النسبية بين إطارين مرجعيين مقاربة من سرعة الضوء التي تبلغ 300.000 كيلومتر في الثانية (وهي تعادل دوران شعاع الضوء حول الأرض 7 مرات في ثانية واحدة).
نفترض قطارًا طوله مساوٍ لطول رصيف المحطة، ثم ندع القطار يتحرك حتى تصل سرعته 240.000 كيلومتر في الثانية . يبين لنا تحويل لورينتز أن المشاهد الواقف على المحطة يرى القطار وقد تقلص إلى 0.6 من طوله الأصلي. بالمثل يرى راكب القطار رصيف المحطة وقد تقلص إلى 0.6 من طوله الأصلي . وهذا يتفق تماما مع مبدأ النسبية فلا يتميز مشاهد عن مشاهد، ولا يتميز نظام عن الآخر . وتتماثل القوانين الطبيعية في كلا «الإطارين» . فإذا كان طول كل من القطار والمحطة 1000 متر مثلا قبل الحركة، فيراه الواقف على المحطة وطوله 600 متر فقط أثناء حركته بتلك السرعة الخيالية ؛ بينما يقيس رصيف محطته ويجدها 1000 متر . بالمثل يقيس راكب القطار المتحرك قطاره من المقدمة إلى المؤخره ويجد طوله 1000 متر، وعندما يقيس المحطة أثناء مرور القطار عليها يجد طولها 600 متر فقط ؛ ذلك هو نتيجة النظرية النسبية حيث تتحرك الأشياء بسرعة مقاربة لسرعة الضوء.
وإذا زادت سرعة القطار زاد تقلصه للمشاهد الواقف على رصيف المحطة . ذلك لأن سرعة الضوء هي ثابت طبيعي وهي أقصى حد للسرعة ؛ ولا يمكن لجسم الوصول إلى تلك السرعة . وتعتمد نسبة التقلص على نسبة سرعة الجسم إلى سرعة الضوء (أو على وجه التحديد مربع نسبتهما (أنظر تحويل لورينتز)). وقد بين ذلك ألبرت أينشتاين في نظرية النسبية الخاصة التي صاغها عام 1905. واثبتت التجارب العملية صحتها (أنظر مبدأ النسبية).
بالطبع نحن لا نلاحظ تلك التغيرات فيما حولنا من حياة عادية ذلك لأن السرعات المألوفة لنا سرعات صغيرة جدا بالنسبة لسرعة الضوء في الفراغ : وبالتالي يكون ذلك التقلص طفيفا جدا جدا غير ملحوظ . أما عندما نقوم بدراسة أجسام تتحرك بالنسبة لنا بسرعة قريبة من سرعة الضوء، فيصبح تقلص الجسم في اتجاه حركته ملحوظا لنا .
- بالمثل تؤخر الساعة عندما تتحرك بسرعة قريبة من سرعة الضوء ( إبطاء زمني) ، وكذلك تزداد كتلة جسم يتحرك بسرعة قريبة من سرعة الضوء (أنظر النظرية النسبية الخاصة). وهذا هو تفسير أنه لا يمكن لجسم التحرك بسرعة الضوء، لأن كتلته تزداد ويحتاج عندئذ إلى طاقة كبيرة جدا جدا لزيادة سرعته.